# Kyle Okposo
Kyle Okposo (Saint Paul, Minnesota, 16 de abril de 1988), apodado Okie, es un jugador profesional estadounidense de hockey sobre hielo que se desempeña en la posición de extremo derecho en Florida Panthers, equipo de la National Hockey League (NHL).

## Carrera
Fue seleccionado en la primera ronda en la NHL Entry Draft de 2006. En 2007 hizo su debut profesional con el equipo New York Islanders, en el cual jugó nueve temporadas (2007-2016), después pasó a Buffalo Sabres (2016-2023), luego a Florida Panthers, donde lleva jugando una temporada.